# Аеророзвідка (організація)
Аероро́звідка — команда і громадська організація в Україні, яка сприяє створенню та впровадженню мережецентричних і роботизованих військових спроможностей для Сил безпеки й оборони України. У її межах громадянське суспільство бере участь у відсічі агресії проти України. Засновниками Аеророзвідки є волонтери Ярослав Гончар, Володимир Кочетков-Сукач, Натан Хазін і Дмитро Лісенбарт.

## Заснування
Натан Хазін, керівник «Єврейської сотні» Євромайдану, боєць першої групи «Азова», ще на початку окупації Криму Росією в 2014 році почав шукати можливості для технічного озброєння української армії. Після невдалої поїздки до Ізраїлю, який відмовив волонтерам у допомозі, Натан Хазін звернувся до свого товариша з Майдану Олега. Він робив панорамні знімання з безпілотника DJI Phantom, кліп «Україна очима безпілотника» набрав понад мільйон переглядів у YouTube. Саме з цього безпілотника, подарованого волонтерам, і почалася Аеророзвідка.

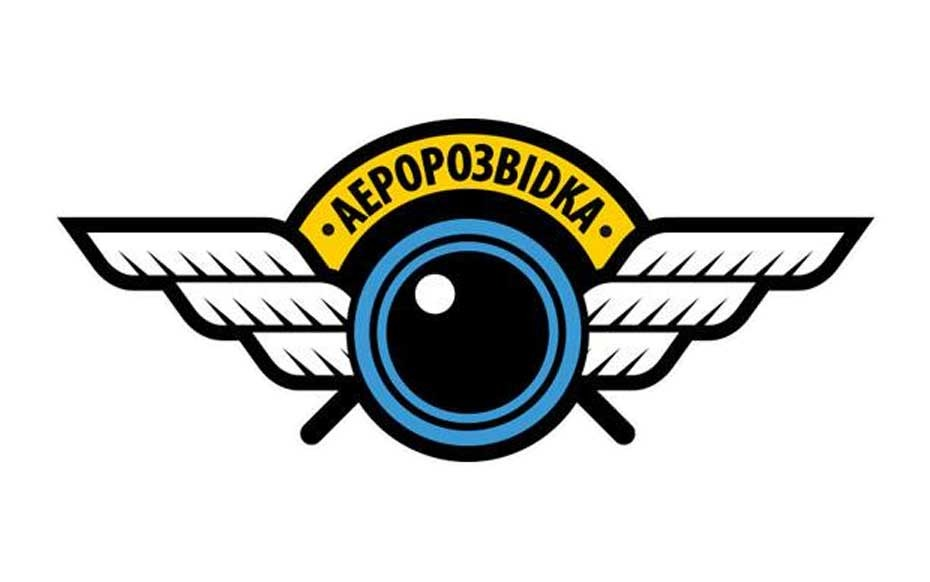
Перший логотип Аеророзвідки

Володимир Кочетков-Сукач узяв цей безпілотник і поїхав з ним до батальйону «Айдар», після чого отримав позитивний відгук. Згодом Ярослав Гончар узявся адаптувати апарат для дій у бойових умовах, що він і зробив разом з комп’ютерною академією «Крок». Унаслідок цього в українських безпілотників зросла дальність польоту — від 300 м до 3 км. Також до справи долучилися авіамодельні гуртки, окремі аматори, комерційні організації. Пристрої безперестанку вдосконалювали, після чого їх постійно використовували в Збройних силах України чи в одному з добровольчих батальйонів.

## Статус і співпраця
Після створення Аеророзвідки як неформального волонтерського об'єднання в червні 2014 року, учасники спільноти створили громадське об'єднання «Рубіж». На початку діяльності у волонтерської групи Аеророзвідки вже був досвід співпраці зі Збройними силами, Внутрішніми військами МВС і Нацгвардією України, мали сприяння від Державної прикордонної служби України. Згодом учасники спільноти групами потрапили до підрозділів розвідників.

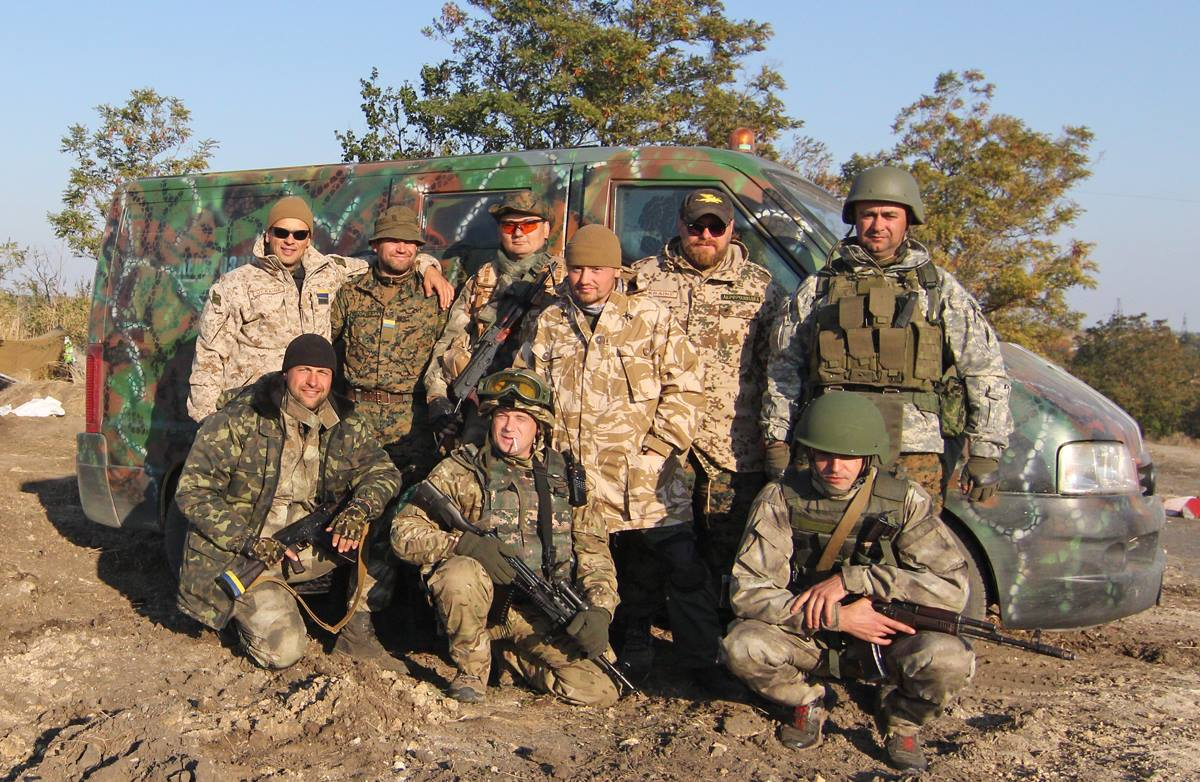
Один із бойових підрозділів, серед яких — учасники і засновники Аеророзвідки

У грудні 2015 року члени Аеророзвідки заходять до складу Збройних сил України у вигляді військової частини А2724 під назвою Центр впровадження та супроводження автоматизованих систем оперативного (бойового) управління. Підрозділ формувався з добровольців, із групи Аеророзвідки, що працювала на той час в окремих розвідпідрозділах 74 і 131. Новий підрозділ увійшов до Військ зв’язку та кібербезпеки ЗСУ. Однак, у 2020 році з ініціативи Генштабу ЗСУ Міністерство оборони України ліквідувало цю військову частину. У системі НАТО підрозділ має класифікацію C4ISR (управління, контроль, зв'язок, ІТ (комп'ютери), розвідка, спостереження, інструментальна розвідка).
У липні 2020 року учасники волонтерської групи зареєстрували в Україні громадську організацію «Аеророзвідка».

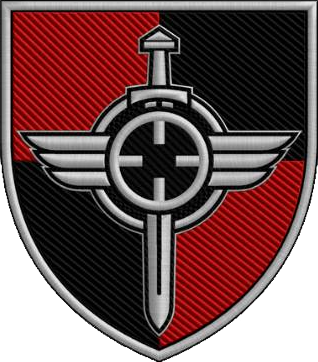
Шеврон Центру інновацій та розвитку оборонних технологій

У березні 2021 року відбувається реорганізація, після якої військову частину А2724 відновлюють у структурі Міноборони. Одна частина підрозділу, яка працювала в напрямку відеоспостереження, переходить у підпорядкування Командування об'єднаних сил Збройних Сил України. Пізніше, до кінця 2021 року, також виокремлюється Центр інновацій та оборонних технологій (з 2022 року фігурує в офіційних джерелах під назвою Центр інновацій та розвитку оборонних технологій). Інша частина колишньої в/ч А2724 стає науковим складом Військового інституту телекомунікацій та інформатизації.

## Діяльність
Станом на 2022 рік, до сфер діяльності Аеророзвідки належать або належали:
- розроблення, тестування і впровадження інструментів автоматизованого управління, в першу чергу системи відображення ситуаційної обстановки (система ситуаційної обізнаності «Дельта»);[15][16][17]
- розроблення, тестування, впровадження і застосування різнорідних сенсорів для системи ситуаційної обстановки, зокрема відеоспостереження;[18][19][20]
- проєктування і застосування безпілотних літальних апаратів мультироторного типу;
- сприяння реформуванню Збройних сил України, в першу чергу щодо впровадження системи C4ISR;
- співпраця з органами державної влади з питань розвитку спроможностей сектору безпеки й оборони України з інтеграції ветеранів Аеророзвідки в цивільне життя;
- реалізація інших науково-технічних проєктів і застосування військового досвіду в цивільній сфер (у Чорнобильському заповіднику[20][21]; участь у міжнародних заходах: CWIX[22], Сі Бриз, Швидкий тризуб[6][23]).

### Безпілотники
У серпні 2014 року Володимир Кочетков-Сукач повідомив, що Аеророзвідка вже виробляє альтернативні безпілотні літальні апарати для потреб АТО, беручи за основу стандартні коптери, що продаються в магазинах, модернізуючи їх. Після цього безпілотники підходять для тактичної розвідки. Апарати працювали на передовій у п’яти загонах і показували результати: передавали дані, фотографії з геотегами на відстань до 2 км. Цього достатньо для ухвалення командиром рішення про відправлення загону.

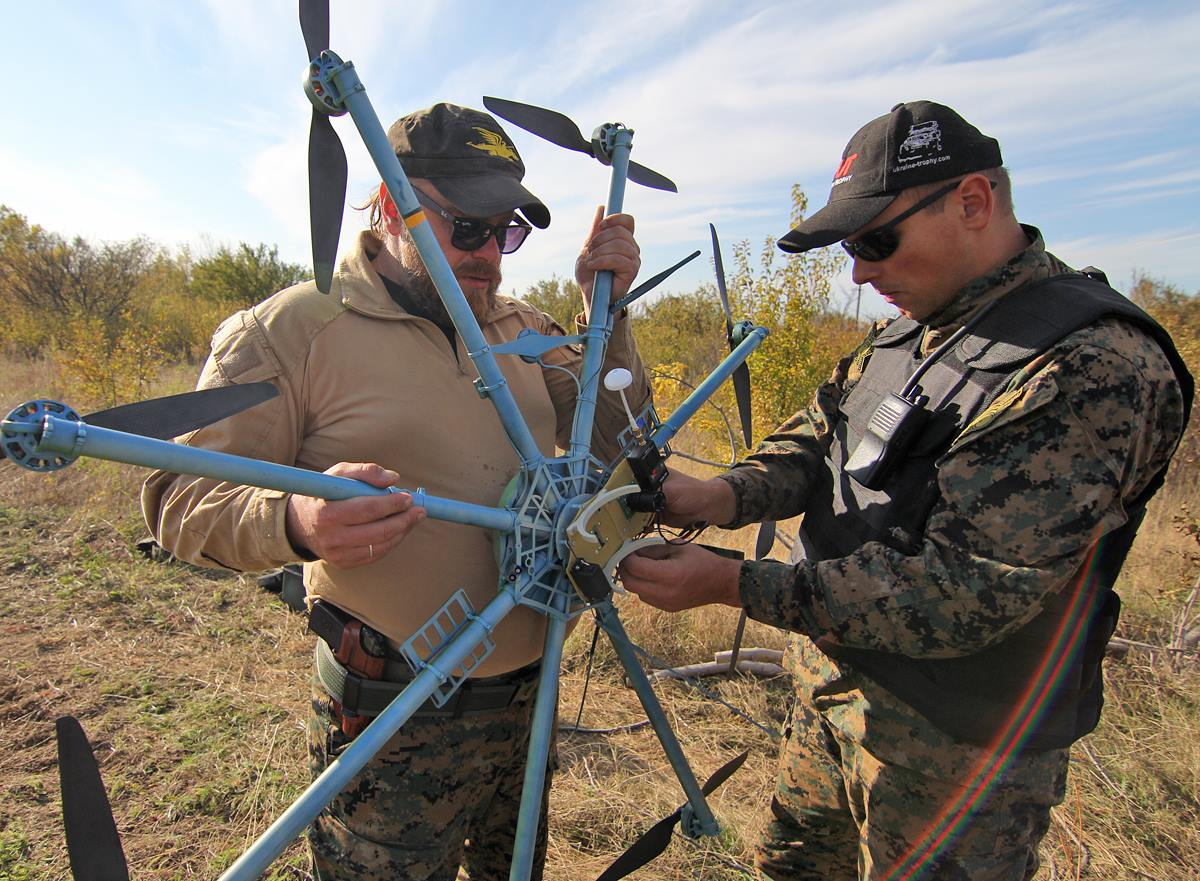
Прототип октокоптера R18

У 2016 році Аеророзвідка розпочала програму з розроблення перших прототипів безпілотних літальних апаратів. Вже у 2019 році була повністю випробувана модель, яка використовувалась під час спецоперації в зоні АТО. До 24 лютого 2022 року було виготовлено близько 50 комплексів октокоптерів R18, які мають вісім моторів для більшої надійності. Коптер — вертикального злету та посадки, має радіус дії 5 км, може перебувати в повітрі близько 40 хв і нести 5 кг корисного навантаження. При будівництві використовують українські й імпортні компоненти. Першопочатково розроблявся для доставлення ліків і їжі, однак плани щодо використання змінило російське вторгнення 24 лютого 2022 року. Щоправда, як бомбардувальник R18 використовували і до широкомасштабного наступу росіян. Як снаряди застосовують радянські кумулятивні протитанкові гранати РКГ-3 або створені на їхній основі зброярами заводу «Маяк» бомби РКГ-1600. R18 здатен нести три такі боєприпаси.
Окрім того, Аеророзвідка акумулює безпілотники стороннього виробництва, які бойові підрозділи використовують для розвідки та коригування вогню артилерії. Ідеться, зокрема, про комерційні дрони DJI і Autel, які зазвичай надходять як волонтерська допомога. Також надходять для використання на війні безпілотники PD-1, Лелека-100 та інші.
В Аеророзвідці вказують, що станом на 2022 рік використання дронів на війні є звичним явищем, вони мають своє місце в армії та на полі бою. До того ж вони є таким самим розхідним матеріалом, як і патрони, адже їх можуть знищувати. Водночас різниця в собівартості між безпілотниками Аеророзвідки і знищеної за допомогою цих безпілотників ворожої техніки дуже велика. Крім того, знешкоджена таким чином ворожа техніка зберігає життя цивільних і українських військовослужбовців.
У червні 2023 року в «Аеророзвідці» повідомили про розроблення нового дрона R-34, який має стати спадкоємцем R18.

## Російське вторгнення у 2022 році
З 24 лютого 2022 року з боку Білорусі правим берегом Дніпра на Київ прямувала величезна колона російської техніки. Цього дня військові підрозділи зустріли ворога під Гостомелем. Також, щоби запобігти оточенню столиці, військові підрозділи за допомогою безпілотників Аеророзвідки почали атакувати конвой ЗС РФ із боку Малина. Після кількох вибухів російські війська перестали їхати величезною колоною та розбилися на групи по 5—10 машин. Також вдалося скоригувати артилерію на склади ворога і знищити їх, перерізавши постачання.
За допомогою дронів і терміналів від Starlink українські сили зупинили російський багатокілометровий конвой під Києвом. Завдяки комунікації, налаштованій за допомогою дронів та «старлінків», українські сили вразили тилові склади поблизу білоруського кордону, що відрізало постачання до першого ешелону, згадують в Аеророзвідці. Мовляв, стабільний зв'язок можливий лише завдяки високій швидкості передачі даних через Starlink. Пізніше українські військові підрозділи долучилися до роботи з октокоптерами R18, іншими дронами та «старлінками» на різних напрямках бойових дій. Комунікація здійснюється в системі ситуаційної обізнаності «Дельта».

## Цікаві факти
- Термін «аеророзвідка», який дав назву майбутній організації, ввели в обіг засновники Аеророзвідки Ярослав Гончар, Володимир Кочетков-Сукач і Натан Хазін. До того в Україні існував термін «аерофотознімання»[2][43].
- 9 лютого 2015 року у Донецьку стався потужний вибух. Представники Аеророзвідки повідомили, що вони були коригувальниками цього удару[44].

## У мистецтві
Про Аеророзвідку знято фільми, створено низку картин тощо:
- фільм «Аеророзвідка. Технологічна Січ», режисер Роман Островський.[45][46][47]
- фільм «Небесний координатор», режисер Євген Трегубов — про засновника і лідера Аеророзвідки Володимира Кочеткова-Сукача;[48][49]
- картина «Аеророзвідка — очі перемоги», художник Микита Тітов;[50][51]
- картина «Аеророзвідка. Забезпечуємо перемогу», художник Андрій Єрмоленко;[52]
- картина «Атака дронів», художниця Альона Кузнецова;[53]
- картина «Non dormies» (укр. «Ви не будете спати»), художник Сергій Шаменков;[54]
- картина «Допоможемо — переможемо!», художник Shakll Manstr Bdoo;[55][56]
- картина «Аеророзвідка. Від нас не заховаєшся», художник Андрій Єрмоленко;[57]
- картина «Гостинці ворогам!», художниця Оксана Федько;[58]
- картина «Наші гуси», художник Олександр Грехов;[59][60][61]
- картина «Аеророзвідка», художник Дмитро Кривонос;[62]
- картина «Аеророзвідка», художниця Анна Тісейко;[63]
- картина «Пікап», художниця Оксана Федько;[64]
- картина «Aerorozvidka is watching you!» (укр. «Аеророзвідка стежить за вами!»), художниця Maya Viko;[65]
- три картини про Аеророзвідку, художник Ярко Філевич;[66]
- картина «Аеророзвідка», художниця KATE.RYSHA;[67]
- картина «Пес Патрон — аеророзвідник!», художник Дмитро Лісенбарт;[68]
- картина «Наші пташки працюють на перемогу», художник Liosha Say;[69]
- картина «Допоможемо», художник Shakll Manstr Bdoo;[70]
- картина «Аеророзвідка», художник Ярко Філевич;[71]
- картина «Бачимо ворога вдень і вночі», художник Іван Дудченко;[72]
- картина «Український метелик, звичайний», художниця Анастасія Шолік;[73][74]
- картина «Аеророзвідка», художниця Софія Кобяковська;[75]
- картина «Дрон бомбить, дрон коригує артилерію», художник Андрій Данкович;[76]
- картина «Янголи-охоронці», художник Олександр Корєшков;[77]
- компанія The Brothers Brick розробила фігурки Lego у вигляді українського аеророзвідника, дрона і службового собаки;[78][79]
- комікс, автори — чеські ентузіасти.[80][81]

## Відзнаки
У грудні 2022 організація отримала від компанії «Нова пошта» відзнаку «Варті» в номінації «Потужна сила», у лютому 2024 — в номінації «Технологічність і диджитальність».